# Jaap van de Griend (1904)
Jacob Jaap van de Griend (Vlaardingen, 24 januari 1904 - Schiedam, 27 november 1970) was een Nederlands voetballer die als aanvaller speelde.
Van de Griend speelde voor Hermes DVS uit Schiedam en kwam tussen maart 1928 en juni 1929 in totaal vijfmaal uit voor het Nederlands voetbalelftal zonder te scoren. Hij werd geselecteerd voor de Olympische Zomerspelen 1928 maar kwam niet in actie. In het dagelijks leven was hij gemeenteambtenaar.
Jan de Boer · 
Piet van Boxtel · 
Wout Buitenweg · 
Harry Dénis · 
Jan Elfring · 
Bertus Freese · 
Leo Ghering · 
Jaap van de Griend · 
Puck van Heel · 
Dolf van Kol · 
Cor Kools ·
Peer Krom ·
Pierre Massy · 
Gejus van der Meulen · 
Sjef van Run · 
Frits Schipper · 
Harry Schreurs · 
Felix Smeets ·
Wim Tap ·
Rense Vis · 
Jaap Weber ·
Kees van der Zalm · 
Coach: Bob Glendenning